# Гійом Оаро
Гійо́м Оаро́ (фр. Guillaume Hoarau; нар. 5 березня 1984; Сен-Луї, Реюньйон, Франція) — французький футболіст, нападник швейцарського клубу «Сьйон».

## Клубна кар'єра
Гійом Оаро народився у невеличкому французькому містечку Сен-Луї на острові Реюньйон. 
З 2003 по 2008 захищав кольори клубу «Гавр», провівши між тим один сезон в оренді в складі «Геньону».
З 2008 по 2012 виступав за столичну команду «ПСЖ». Не маючи в останні два роки місця в основному складі парижан перебрався до китайського клубу «Далянь Аербін», де відіграв один рік.
У 2014 повернувся до Франції провівши другу половину сезону 2013/14 за «Бордо». 
Влітку 2014 перейшов до швейцарського клубу «Янг Бойз».

## Національна збірна Франції
У складі національної збірної Франції провів 5 матчів.

## Досягнення

### Командні
- Володар Кубка Франції (1):

«Парі Сен-Жермен»: 2009-10
- Чемпіон Франції (1):

«Парі Сен-Жермен»: 2012-13
- Чемпіон Швейцарії (3):

«Янг Бойз»: 2017-18, 2018-19, 2019-20
- Володар Кубка Швейцарії (1):

«Янг Бойз»: 2019-20

### Особисті
Найкращий бомбардир чемпіонату Швейцарії — 2018-19.

## Статистика
Дані станом на 25 березня 2009 р.
| Сезон   | Клуб          | Країна    | Ліга                | Матчі | Хвилини | Голи |   |   |
| ------- | ------------- | --------- | ------------------- | ----- | ------- | ---- | - | - |
| 2003–04 | «Гавр»        | Франція   | Ліга 2              | 1     | 16      | 0    | 0 | 0 |
| 2004–05 | «Гавр»        | Франція   | Ліга 2              | 9     | 151     | 1    | 0 | 0 |
| 2005–06 | «Гавр»        | Франція   | Ліга 2              | 28    | 724     | 4    | 1 | 0 |
| 2006–07 | «Гавр»        | Франція   | Ліга 2              | 5     | 145     | 0    | 1 | 0 |
| 2006–07 | «Геньон»      | Франція   | Ліга 2              | 21    | 1763    | 8    | 0 | 0 |
| 2007–08 | «Гавр»        | Франція   | Ліга 2              | 38    | 3297    | 28   | 3 | 0 |
| 2008–09 | «ПСЖ»         | Франція   | Ліга 1              | 33    | 2749    | 17   | 4 | 0 |
| 2009–10 | «ПСЖ»         | Франція   | Ліга 1              | 22    | 1545    | 6    | 3 | 0 |
| 2010–11 | «ПСЖ»         | Франція   | Ліга 1              | 33    | 2634    | 9    | 3 | 0 |
| 2011–12 | «ПСЖ»         | Франція   | Ліга 1              | 20    | 750     | 5    | 3 | 0 |
| 2012–13 | «ПСЖ»         | Франція   | Ліга 1              | 6     | 115     | 1    | 0 | 0 |
| 2013    | «Далянь Їфан» | КНР       | Китайська Суперліга | 20    | 1415    | 3    | 0 | 0 |
| 2014–15 | «Янг Бойз»    | Швейцарія | Суперліга           | 28    | 2093    | 17   | 0 | 0 |
| 2015–16 | «Янг Бойз»    | Швейцарія | Суперліга           | 22    | 1848    | 18   | 6 | 0 |
| 2016–17 | «Янг Бойз»    | Швейцарія | Суперліга           | 21    | 1634    | 18   | 4 | 0 |
| 2017–18 | «Янг Бойз»    | Швейцарія | Суперліга           | 25    | 1830    | 15   | 1 | 0 |
| 2018–19 | «Янг Бойз»    | Швейцарія | Суперліга           | 28    | 1913    | 24   | 3 | 0 |
| 2019–20 | «Янг Бойз»    | Швейцарія | Суперліга           | 0     | 0       | 0    | 0 | 0 |